# Wybory parlamentarne w Syrii w 2012 roku
Wybory parlamentarne w Syrii odbyły się 7 maja 2012 i odbywały się w czasie wojny domowej między siłami prezydenta Baszszara al-Asada i zbrojną opozycją. Wybory zostały całkowicie zbojkotowane przez opozycję.
Do wyboru 250 członków parlamentu uprawnionych było 14,8 mln osób. W wyborach udział wzięło 7200 kandydatów. Do wyborów przystąpiło 12 partii, na co zezwoliło referendum z 26 lutego 2012, gdyż wcześniej funkcjonowanie partii opozycyjnych było nielegalne. Przegłosowane referendum naniosło poprawki do konstytucji, które umożliwiły tworzenie nowych partii politycznych i ograniczyły sprawowanie władzy przez prezydenta do dwóch siedmioletnich kadencji.
W wyborach zwycięstwo odniósł blok „Jedności Narodu”, wspierający prezydenta Assada. Do parlamentu dostali się kandydaci niezależni, jednakże opozycyjnej koalicji "dla zmian pokojowych" nie przyznano mandatów. Frekwencja wyborcza wyniosła 58%.
24 maja 2012 otwarto obrady nowego parlamentu składającego z deputowanych partii rządzącej i kandydatów niezależnych. Wśród 250 członków parlamentu było 30 kobiet.
6 czerwca 2012 Asad mianował Rijada Farida Hidżaba by sformułował po majowych wyborach nowy rząd. Zastąpił na stanowisku Adila Safara, który został premierem w miesiąc po wybuchu kryzysu w Syrii, czyli w kwietniu 2011.